# Rott, Altenkirchen
Rott là một đô thị thuộc huyện Altenkirchen, trong bang Rheinland-Pfalz, phía tây nước Đức. Đô thị Rott, Altenkirchen có diện tích 9,79 km², dân số thời điểm ngày 31 tháng 12 năm 2006 là 460 người.